# Josh Huff
Josh Huff (Jacksonville, 14 ottobre 1991) è un giocatore di football americano statunitense attualmente free agent, che ha giocato nel ruolo di wide receiver per i Toronto Argonauts della Canadian Football League (CFL). Fu scelto nel corso del terzo giro (86º assoluto) del Draft NFL 2014. Al college ha giocato a football all'Università dell'Oregon

## Carriera professionistica

### Philadelphia Eagles
Huff fu scelto dai Philadelphia Eagles nel corso del terzo giro del Draft 2014. Debuttò come professionista subentrando nella vittoria della settimana 4 contro i St. Louis Rams ricevendo un passaggio da 4 yard da Nick Foles. Nella settimana 12 contro i Titans, Huff ritornò il kickoff di apertura per 107 yard in touchdown, la giocata più lunga della storia degli Eagles, venendo premiato come miglior giocatore degli special team della NFC della settimana. La sua prima stagione si chiuse con 8 ricezioni per 98 yard in 12 presenze.

## Statistiche
| Partite totali      | 12 |
| Partite da titolare | 0  |
| Ricezioni           | 8  |
| Yard ricevute       | 98 |
| Touchdown           | 0  |

Statistiche aggiornate alla stagione 2014